# Бережанский консервный завод
Бережанский консервный завод — предприятие пищевой промышленности в городе Бережаны Тернопольской области.

## История
Крупный овощесушильно-консервный завод в райцентре Бережаны был построен в соответствии с пятым пятилетним планом развития народного хозяйства СССР, его строительство началось весной 1953 года и в 1956 году он был введён в эксплуатацию и дал первую продукцию. Для обеспечения потребности завода в стеклотаре для упаковки консервов на базе находившегося в городе цеха промкомбината был создан стекольный завод, с которым овощесушильно-консервный завод находился в производственной кооперации.
В дальнейшем, после завершения технического перевооружения, предприятие получило новое название — Бережанский овощесушильный консервный комбинат.
В целом, в советское время завод входил в число ведущих предприятий города.
После провозглашения независимости Украины завод перешёл в ведение министерства сельского хозяйства и продовольствия Украины.
В мае 1995 года Кабинет министров Украины утвердил решение о приватизации консервного завода, в дальнейшем государственное предприятие было преобразовано в открытое акционерное общество.
В 1998 году имущественный комплекс Бережанского консервного завода выкупила компания «Агроекспорт» из города Николаев Львовской области.
В 2002—2003 годы основной продукцией завода являлись маринованные огурцы, консервированные томаты, зелёный горошек и повидло (которые продавались под торговой маркой «Чудо» в Тернопольской области и за её пределами).